# EB 111B
Die zweiachsigen offenen Güterwagen nach Musterblatt 111B in Ganzstahlbauweise wurden von den Belgischen Staatsbahnen (Chemins de fer de l’État belge, abgekürzt EB, auch L’État belge) 1888 konstruiert und überwiegend für den Transport von Kohle eingesetzt.

## Geschichte
Zwischen 1888 und 1895 entstanden bei Ateliers métallurgiques und anderen Wagenbauanstalten insgesamt 2345 zweiachsige Kohlenwagen in Stahlbauweise und 15 t Ladegewicht. Im Vergleich zu anderen Baureihen, die um dieselbe Zeit entstanden, waren diese Wagen mit einer LüP von 5986 mm sehr kurz und hatten auf jeder Längsseite nur eine Doppeltüre. Ab 1896 entstanden auf diesem Typ basierende Wagen mit Bremserhaus nach Musterblatt 111O.
Alle Wagen wurden vor 1956 außer Dienst gestellt.
Die Wagen waren ursprünglich bronzebraun gestrichen und hatten eine weiße Beschriftung. Bei der SNCB bekamen sie später die dann übliche grüne Farbgebung.